# Nightmare City 2035
Pour plus de détails, voir Fiche technique et Distribution.
Nightmare City 2035 est un film américano-bulgare réalisé par Terence H. Winkless, sorti en 2007. 

## Synopsis
En 2035, l'internet n'existe déjà plus mais la population reçoit des nouvelles à travers l'implantation de puces électroniques.
Le gouvernement dictatorial utilise ce moyen pour contrôler la population, ce qui crée, dans l'esprit des citoyens, l'illusion d'un monde merveilleux où tout est beau et prospère mais qui en fait cache une réalité bien plus effrayante que l'on imagine.

## Fiche technique
- Titre original : Nightmare City 2035
- Réalisation : Terence H. Winkless
- Scénario : Terence H. Winkless et Raly Radouloff
- Production : L&P Productions
- Pays d'origine :  États-Unis,  Bulgarie
- Langue : Anglais
- Genre : action/sci-fi
- Durée : 90 minutes
- Date de sortie : 2007

## Distributrion
- Maxwell Caulfield - Alex McDowell
- Alexis Thorpe - Kyla Bradley
- Todd Jensen - Chef de sécurité Valentine